# Judith Graßl
Judith Graßl  (* 6. April 1968 in Berchtesgaden) ist eine deutsche Skibergsteigerin. Sie ist Mitglied der deutschen Nationalmannschaft im Skibergsteigen.

## Leben
Graßl begann schon in jungen Jahren mit dem Bergsteigen und vielen anderen Sportarten. In der Jungmannschaft des Deutschen Alpenvereins erlernte sie das Klettern, unternahm Hochgebirgstouren, durchstieg Klettersteige und unternahm Skitouren. Sie trat in den Skiclub Ramsau e. V. ein, betrieb Judo, Langlauf, Triathlon und fuhr Rennrad sowie Mountainbike. Beruflich arbeitet sie bei einem Augenoptiker. 2004 war sie Deutsche Meisterin. 2006 erholte sie sich nach einer Operation des Kreuzbandes und zählt zu den erfolgreichsten deutschen Skibergsteigerinnen. Sie gehörte 2006 bei der Patrouille des Glaciers zum ersten deutschen Team, das bei diesem Traditionsrennen einen der ersten drei Plätze erreichte.
Sie ist verheiratet mit dem Skibergsteiger Franz Graßl, mit dem sie zwei Kinder hat und in Ramsau bei Berchtesgaden lebt.

## Sportliche Erfolge (Auswahl)
- 2003:
  - 4. Platz bei der Europameisterschaft Skibergsteigen Einzel
  - 5. Platz bei der Europameisterschaft 2003 Team mit Traudl Maurer
  - 6. Platz bei der Europameisterschaft Kombinationswertung

- 2004:
  - 1. Platz Deutsche Meisterschaft Skibergsteigen Einzel

- 2005:
  - 2. Platz Europacup Skibergsteigen Team (mit Gruber)
  - 3. Platz in der Damenstaffel (mit Gruber, Treimer) bei der Europameisterschaft Skibergsteigen in Andorra
  - 3. Platz beim Team Damen (mit Gruber) bei der Europameisterschaft in Andorra
  - 7. Platz Weltcup Skibergsteigen Team (mit Gruber)
  - 9. Platz Europameisterschaft Skibergsteigen Einzel

- 2006:
  - 2. Platz Deutsche Meisterschaft Skibergsteigen Einzel
  - 3. Platz bei der Patrouille des Glaciers (mit Treimer, Koch)
  - 4. Platz Weltmeisterschaft Skibergsteigen Damenstaffel (mit Gruber, Treimer, Koch)
  - 4. Platz Weltmeisterschaft Skibergsteigen Team Damen (mit Koch)

- 2007:
  - 2. Platz Sellaronda Skimarathon (mit Koch)
  - 3. Platz Deutsche Meisterschaft Skibergsteigen Einzel
  - 3. Platz bei der Trofeo Mezzalama mit Koch und Treimer
  - 4. Platz in der Damenstaffel (mit Treimer, Koch) bei der Europameisterschaft in Frankreich
  - 4. Platz beim Team Damen (mit Koch) bei der Europameisterschaft in Frankreich
  - 7. Platz Europameisterschaft Skibergsteigen Kombinationswertung
  - 8. Platz Einzel bei der Europameisterschaft Skibergsteigen

- 2008:
  - 1. Platz Deutsche Meisterschaft Skibergsteigen Team
  - 3. Platz Deutsche Meisterschaft Skibergsteigen Einzel
  - 3. Platz Deutsche Meisterschaft Vertical Race
  - 3. Platz beim Rofan Xtreme
  - 5. Platz Patrouille des Glaciers (zusammen mit Koch und Treimer)
  - 6. Platz Weltmeisterschaft Skibergsteigen Team (zusammen mit Koch)
  - 7. Platz bei der Pierra Menta mit Koch

- 2010:
  - 2. Platz Sellaronda Skimarathon (mit Gruber)

- 2011:
  - 1. Platz Sellaronda Skimarathon (mit Gruber)